# Intensive Care
Intensive Care è il sesto album in studio del cantante pop britannico Robbie Williams, uscito il 24 ottobre 2005 nel Regno Unito.

## Brani
Il primo singolo estratto dall'album, Tripping, è stato lanciato il 5 settembre 2005 ed è andato in onda per la prima volta nella trasmissione radiofonica The Chris Moyles Show su BBC Radio 1, con il video musicale che ha esordito su Channel 4. La canzone ha raggiunto la posizione numero 2 della classifica britannica dei singoli e la numero 1 in Italia.
Il secondo singolo, Advertising Space, lanciato a dicembre, entrato in classifica alla posizione numero 8, ha raggiunto la vetta delle classifiche del Regno Unito. In Italia è arrivato al quarto posto tra i singoli più venduti.
Il terzo singolo, Sin Sin Sin, è stato lanciato il 19 maggio 2006 nel Regno Unito. Non è riuscito ad entrare nelle prime 20 posizioni, fermandosi al 22º posto e stabilendo il record negativo per i singoli di Robbie Williams (nono posto in Italia).
Benché inizialmente l'intenzione fosse quella di non lanciarlo in Nord America, l'album è uscito anche in quel continente attraverso il download digitale di iTunes.
Il disco, secondo la Emi, ha venduto oltre 6,2 milioni di copie in tutto il mondo ed è uno dei più grandi successi di Robbie Williams.

## Tracce
Testi e musiche di Robbie Williams e Stephen Duffy, eccetto dove indicato.
1. Ghosts – 3:42
2. Tripping – 4:36
3. Make Me Pure – 4:33 (Robbie Williams, Stephen Duffy, Chris Heath)
4. Spread Your Wings – 3:50
5. Advertising Space – 4:37
6. Please Don't Die – 4:46
7. Your Gay Friend – 3:21
8. Sin Sin Sin – 4:08 (Robbie Williams, Stephen Duffy, Chris Heath)
9. Random Acts of Kindness – 4:15
10. The Trouble With Me – 4:20
11. A Place to Crash – 4:34
12. King of Bloke and Bird – 6:13

## Vendite e certificazioni
| Paese         | Massima Posizione | Certificazione | Vendite    |
| ------------- | ----------------- | -------------- | ---------- |
| Argentina     | 1                 | 3x Platino     | 120 000+   |
| Australia     | 1                 | Platino        | 70 000+    |
| Italia        | 1                 | 5x Platino     | 441 000+   |
| Austria       | 1                 | 3x Platino     | 90 000+    |
| Belgio        | 1                 | 2x Platino     | 80 000+    |
| Danimarca     |                   | 2x Platino     | 60 000+    |
| Finlandia     | 3                 | 2x Platino     | 62 000+    |
| Francia       | 1                 | 2x Platino     | 600 000+   |
| Germania      | 1                 | 11x Oro        | 1 100 000+ |
| Ungheria      |                   | Platino        | 10 000+    |
| Irlanda       | 1                 | 5x Platino     | 75 000+    |
| Messico       | 2                 | 2xDiamante     | 1 200 000+ |
| Paesi Bassi   | 1                 | 2x Platino     | 160 000+   |
| Nuova Zelanda | 1                 | Platino        | 15 000+    |
| Portogallo    | 1                 | Platino        | 20 000+    |
| Spagna        | 1                 | Platino        | 80 000+    |
| Svezia        | 1                 | Platino        | 40 000+    |
| Svizzera      | 1                 | 3x Platino     | 120 000+   |
| Regno Unito   | 1                 | 5x Platino     | 1 500 000+ |

## Formazione
- Robbie Williams - voce, cori, basso, chitarra acustica, sintetizzatore
- Stephen Duffy - chitarra acustica, glockenspiel, percussioni, melodica, tastiera, shaker, tamburello, sitar, arpa, sequencer, nacchere, dilruba, armonica
- John Paterno - chitarra
- Claire Worrall - pianoforte, cori, Fender Rhodes, mellotron, organo Hammond B3
- Melvin Duffy - chitarra, pedal steel guitar
- Jerry Mehan - basso
- Neil Taylor - chitarra
- Greg Leisz - chitarra elettrica, chitarra 12 corde, pedal steel guitar
- Justin Duarte - chitarra acustica
- Matt Chamberlain - batteria, percussioni
- Waddy Wachtel - chitarra
- Jebin Bruni - sintetizzatore, ARP
- Davey Faragher - basso
- Buddy Judge - chitarra elettrica
- Max Beesley - percussioni, vibrafono
- Steve Sidwell - tromba
- Jeff Babko - trombone
- Cleto Escobedo - sassofono baritono
- Gary Nuttall, Katie Kisson, Will Weathon, Carmen Twillie, Judith Hill, Oren Waters, Julia Tillman Waters, Maxine Willard Waters, Carlton Anderson, Tessa Niles - cori

## Crediti
- Album prodotto da Stephen Duffy
- Produzione originale di Andy Strange
- Mixato da Bob Clearmountain presso Mix This
- Supervisione ingegneristica di John Paterno, Andy Strange, Stephen Duffy Pablo Munguia, Tony Phillips, Adam Noble e Dan Porter
- Violini arrangiati e diretti da David Campbell
- Supervisione ingegneristica dei violini di Alan Sides presso NRG
- Diretto da Tony Cousins ai Metropolis Studios, Londra
- A&R: Chris Briggs
- Fotografia: Hamish Brown
- Disegni e grafica: Grant Morrison e Frank Quitely
- Coordinamento artistico del Tom Hingston Studio